# チャイ (アユタヤ君主)
チャイ親王（? - 1656年8月8日）はタイのアユタヤー王朝の王の一人。プラサートトーン王の子である。即位したとたん、異母兄弟で後の王のナーラーイ王と叔父で次期国王のシースタンマラーチャー王に殺された。